# 4,2-линейный винтовочный патрон
4,2-линейный винтовочный патрон был разработан в 1868 году полковником А. П. Горловым и поручиком К. И. Гуниусом в качестве боеприпаса к винтовке Бердана.
Использовался в стрелковых винтовках системы Бердана № 1 обр. 1868 года, винтовках и карабинах системы Бердана № 2 обр. 1870 года, а также, с 1869 года — в переделанных под него 6-линейных винтовках Крнка обр. 1867 года.

## История
Заказ на изготовление первой партии из 7,5 млн патронов был размещён в США на заводе в Бриджпорте, в дальнейшем их выпуск был освоен в Российской империи.
В середине 1890х гг. оружиевед С. А. Бутурлин разработал для винтовок Бердана три вида охотничьих пуль (тяжёлую массой 17 грамм на крупных зверей, "лёгкую экспрессную" массой 15,6 грамм и 12,8-граммовую).

## Описание
Патрон состоит из
1. цельнотянутой латунной гильзы бутылочной формы с кольцевым выступом у основания — закраиной, вдавленным дном и выступающей из него наковальней, о которую разбивается ударный состав капсюля и от основания которой внутрь гильзы ведут три отверстия для сообщения огня заряду;
2. внутренней латунной чашки, вжимаемой внутрь гильзы для усиления дна, ослабленного перегибами металла для образования закраины;
3. капсюля — чашечки с лепёшкой ударного состава, прикрытого тонким оловянным кружком;
4. заряда дымного селитро-угольного ружейного пороха;
5. просальника — чашечки из льняной бумаги, наполненной стеарином или отжатым говяжьим салом, назначенным для смазки при выстреле канала, отчего легче отстает нагар и не происходит засвинцовывания
6. безоболочечной свинцовой пули, обернутой бумагой, 1 пульной оберткой и вставленной в обжатое дульце.

## Варианты
- патрон для пехотных винтовок (пуля обёрнута белой бумагой) — с пороховым зарядом 1,19 золотника (5 грамм),
- патрон для кавалерийских карабинов (пуля обёрнута розовой бумагой) — с пороховым зарядом 1 золотник (4,265 г)
- холостой патрон

Патроны упаковывались в неокрашенные картонные пачки.